# Ray Edwards (Footballspieler)
Raymond James „Ray“ Edwards (* 1. Januar 1985 in Cincinnati, Ohio) ist ein ehemaliger US-amerikanischer American-Football-Spieler auf der Position des Defensive Ends. Er für die Minnesota Vikings und die Atlanta Falcons in der National Football League (NFL). Nach seiner Footballkarriere widmete er sich dem Boxsport.

## Karriere

### College
Edwards spielte drei Jahre College Football in der Big Ten Conference für die Purdue University. Er absolvierte 36 Spiele, davon 18 in der Startformation. Dabei kam er auf 16 Sacks. Seine größte Auszeichnung erhielt er in seinem ersten Jahr, dem Freshmanjahr, als er vom Magazin The Sporting News in das All-Freshmen Team gewählt wurde.

### NFL-Karriere
2006 kam Ray Edwards in den NFL Draft, wo ihn die Minnesota Vikings in der vierten Runde verpflichteten. Bereits in seinem Rookiejahr spielte er 15 von 16 Spielen, häufiger als jeder andere Rookie der Vikings in dieser Saison. Er kam dabei auf drei Sacks und zehn Tackles. Die darauffolgende Spielzeit absolvierte er zwar nur zwölf Spiele, verbesserte aber seinen persönlichen Saisonrekord auf fünf Sacks sowie 30 Tackles. Weiter erzielte er gegen die Detroit Lions seinen ersten Touchdown. Gegen Ende der Saison wurde er aufgrund der Einnahme verbotener Substanzen (Steroide) für vier Spiele gesperrt.
In der Spielzeit 2008 verbesserte er seinen Saisonrekord nochmals, in dieser Saison gelangen ihm 55 Tackles bei erneut fünf Sacks. Das Jahr darauf war er mit 8,5 Sacks am erfolgreichsten. Die Vikings verlängerten seinen Vertrag zwar anfangs nicht, verpflichteten ihn im Juni 2010 allerdings wieder.
Am 29. Juli 2011 unterschrieb Ray Edwards einen Fünfjahresvertrag bei den Atlanta Falcons. Die Falcons warfen Edwards im November 2012 aus dem Kader. Nach dem überraschenden Rauswurf beendete Edwards seine NFL-Karriere und wurde Profi-Boxer.